# 附生猪笼草
附生猪笼草（学名：Nepenthes epiphytica）是婆罗洲东加里曼丹省东库泰区（East Kutai Regencies）和伯劳区（Berau Regencies）特有的热带食虫植物。其生长于海拔1000米处。在附生猪笼草被描述为一个独立物种之前，其被认为是暗色猪笼草（N. fusca）的一个变种。附生猪笼草被归入“大猪笼草系”中，其中还包括博世猪笼草（N. boschiana）、陈氏猪笼草（N. chaniana）、艾玛猪笼草（N. eymae）、法萨猪笼草（N. faizaliana）、暗色猪笼草（N. fusca）、克洛斯猪笼草（N. klossii）、大猪笼草（N. maxima）、宽唇猪笼草（N. platychila）、窄叶猪笼草（N. stenophylla）和佛氏猪笼草（N. vogelii）。
其种加词“epiphytica”指其喜附生的生活习性。